# Malvasia di Sardegna
Malvasia di Sardegna ist eine Weißweinsorte und eine von vielen Varietäten aus der Familie der Malvasier innerhalb Italiens. Die Sorte ist sehr alt. Das Synonym Uva Greca lässt vermuten, dass sie schon von den Griechen importiert wurde. Der Anbau der Sorte ist in allen Provinzen Sardiniens empfohlen bzw. zugelassen. Die Insel gab der Sorte auch ihren Namen.
Die spätreifende Sorte ist mäßig wuchsstark und liefert schwache bis mittlere Erträge. Der Most ergibt einen angenehmen Weißwein mit eigenem Charakter. Die Weine finden Eingang in die DOC Weine Malvasia di Bosa, Malvasia delle Lipari und Malvasia di Cagliari. Die bestockte Fläche betrug Anfang der 1990er Jahre ca. 810 ha.
Im Jahr 2006 veröffentlichten Wissenschaftler aus Italien, Spanien und Kroatien die Ergebnisse einer DNA-Analyse, die belegt, das Malvasia di Sardegna mit Malvasia di Lipari, Greco di Gerace, Malvasia de Sitges und Malvasia Dubrovacka identisch ist. Ein Beleg für eine Abstammung aus Griechenland konnte bislang nicht erbracht werden.

## Ampelographische Sortenmerkmale
- Die Triebspitze ist offen. Sie ist weißlich behaart und mit einem karminroten Anflug versehen. Die gelblichen Jungblätter sind spinnwebig behaart und bronzefarben (Anthocyanflecken) gefleckt.
- Die Blätter sind fünflappig und tief gebuchtet. Die Stielbucht ist lyrea-förmig offen. Das Blatt ist stumpf gezahnt. Die Zähne sind im Vergleich der Rebsorten mittelgroß. Die Blattoberfläche (auch Spreite genannt) ist kaum blasig.
- Die walzen- bis kegelförmige Traube ist mittelgroß und mäßig dichtbeerig. Die leicht ovalen Beeren sind mittelgroß und von goldgelber Farbe. Die Beeren sind saftig und leicht aromatisch.

Reife: reift ca. 30 Tage nach dem Gutedel und gehört damit zu den Rebsorten der mittleren dritten Reifungsperiode (siehe das Kapitel im Artikel Rebsorte). Sie gilt somit als spät reifend.

## Synonyme
Avarega, Balsamina Bianca, Biancame, Cheres, Graeco, Gray Blanc, Grec Blanc, Greca, Greca Bianca, Greco, Greco Bianco, Greco Bianco di Bianco, Greco Bianco di Cosenza, Greco Bianco di Gerace, Greco Biondello, Greco Castellano, Greco del Vescovo, Greco del Vesuvio, Greco delle Torre, Greco di Bianco, Greco di Ciro, Greco di Cosenza, Greco di Gerace, Greco di Rogliano, Greco Maceratino, Greco Moneccio, Greco Montecchio, Grieco, Griesco, Malmazia, Malmsey, Malvagia, Malvasia, Malvasia Aromatica, Malvasia Candida, Malvasia de Banyalbufar, Malvasia de La Palma, Malvasia de Lanzarote, Malvasia de Lipari, Malvasia de Sitges, Malvasia de Tenerife, Malvasia delle Lipari, Malvasia di Bosa, Malvasia di Cagliari, Malvasia di Lipari, Malvasia di Ragusa, Malvasia di Sitjes, Malvasia Dubrovacka Bijela, Malvasia Grossa, Malvasija Dubrovacka, Malvasija Dubrovacka Bijela, Malvazija Dubrovacka, Malvazija Kandida, Malvazija Tvrda, Malvaziya Lipariiskaya, Malvoisie de Doubrovnik Blanche, Malvoisie de Lipari, Malvoisie de Sitges, Malvoisie Doubrovatchka, Manusia, Marmaxia, Montecchiese, Morbidella, Ragusano Bianco, Trebianello, Uva Cerreto, Uva Greca, Uva Malvatica, Verdal.